# Lluçà
Lluçà település Spanyolországban, Barcelona tartományban. Lakosainak száma 288 fő (2024).

## Földrajza
Lluçà Alpens, Sant Agustí de Lluçanès, Perafita, Sant Martí d’Albars, Prats de Lluçanès, Santa Maria de Merlès, Sagàs, La Quar és Borredà községekkel határos.

## Népesség
A település lakosságának változását az alábbi diagram mutatja:
| Lakosok száma | 401  | 739  | 781  | 613  | 299  | 261  | 260  | 257  | 273  | 288  |
|               | 1717 | 1887 | 1936 | 1960 | 1986 | 2004 | 2009 | 2014 | 2019 | 2024 |